# Ulf Hiort
Ulf Hiort, född 22 oktober 1914 i Köpenhamn, död 16 oktober 1970 i Lidingö, var en svensk arkitekt.

## Biografi
Hiort, som var son till direktör Ivar Hiort och Emma Lorentzen, avlade arkitektexamen i Köpenhamn 1936, var verksam i Sverige från 1937, blev vice verkställande direktör för Svenska Arkitekters Riksförbunds centralkontor 1948, verkställande direktör där från 1953, för AB Bygg AMA från 1959 och för Centralkonsult AB från 1962. Bland hans arbeten märks ombyggnad till kontor av villafastigheten Trädlärkan 2 i Lärkstaden för företaget Sunlight 1952. Han är begravd på Lidingö kyrkogård.